# پژو روآ
پژو روآ خودرویی سواری از محصولات شرکت ایران خودرو بود. پژو روآ نسخهٔ توسعه یافتهٔ پژو آردی است. این خودرو ترکیبی از پیکان و پژو ۴۰۵ است. بدنهٔ روآ از پژو ۴۰۵ سری اول (GL - PHASE1) کپی‌برداری شده و موتور آن نسخهٔ ارتقا یافتهٔ پیکان است. برخلاف سایر نسخه‌های پژو ۴۰۵، روآ خودرویی دیفرانسیل عقب است. این خودرو به سیستم سوخت‌رسانی انژکتوری، فرمان هیدرولیک، کولر و شیشه‌بالابر برقی درب‌های جلو مجهز بود. در ابتدای معرفی این خودرو قرار بود نام آن پژو آردی‌ایکس (RDX) باشد. برخی از مدل‌های تولید شده در سال ۱۳۸۵ به همین نام فروخته شدند، سپس نام این خودرو به روآ تغییر داده شد.
این خودرو نسخهٔ بهینه‌سازی شدهٔ پژو آردی بود که 11 اسب بخار در روآ معمولی و 17 اسب بخار در روآ سال بیشتر از آردی تولید می‌کرد.
ایران خودرو در سال ۱۳۸۵ تولید و عرضهٔ مدل به اصطلاح بهبود یافتهٔ پژو آردی را تحت عنوان روآ (ROA) با موتور OHV یا همان موتور بهبود یافتهٔ پیکان آغاز کرد. پژو روآ نیز همچون پژو آردی از بدنهٔ پژو ۴۰۵ بهره می‌برد. تولید روآ در نیمهٔ سال ۱۳۸۸ متوقف و روآی سال با موتور پایه‌گازسوز OHVG2 جایگزین آن شد. پس از سال ۱۳۸۸ طرح بدنه و صندوق پژو ۴۰۵ GLX به روآی سال نیز اختصاص یافت (PHASE 2 ) که دارای رخ و چهرهٔ کامل پژو ۴۰۵ GLX بود و تنها وجه تمایز آن با ۴۰۵ استفاده از سپرهای تک رنگ مشکی در جلو و عقب بود و در سال ۱۳۹۰ تولیدش متوقف شد. پژو روآ سال به ترمز ضد قفل ABS مجهز است و از دیسک و صفحه کلاچ پژو ۴۰۵ بهره می‌برد. 

## نام‌گذاری
روآ، در فارسی به معنای «رونده» است.